# Edelweiß (Preis)
Das Edelweiß war ein von der Zeitschrift Frau im Spiegel in Berlin in den Jahren 1989 bis 1993 verliehener volkstümlicher Musikpreis. Das Edelweiß sollte als Synonym für die bedrohten Pflanzenarten in Deutschland stehen. Der Preis wurde gelegentlich auch als „Oscar der Volksmusik“ bezeichnet.
Anlässlich der Verleihungen wurden in der Berliner Deutschlandhalle Galaveranstaltungen durchgeführt, die ab 1990 auch vom Fernsehsender Sat.1 übertragen bzw. aufgezeichnet und ausgestrahlt wurden.
Die Preisträger, in Klammer die jeweilige Kategorie:

## Preisträger 1989
- Original Naabtal Duo
- Heino
- Speelwark
- Marianne und Michael

Weitere musikalische Gäste waren: Maria & Margot Hellwig, Uschi Bauer, Takeo Ischi, Struwwelpeter-Sextett und German Hofmann.

## Preisträger 1990
Die Fernsehgala wurde in Sat.1 ausgestrahlt. Durch die Fernsehgala führten Marianne und Michael.
- Patrick Lindner (Solist)
- Medium-Terzett (Duo/Gruppe)
- Slavko Avsenik und seine Original Oberkrainer (Ensemble)
- Carolin Reiber (Moderation)
- Vico Torriani (Verdienste)
- Irma Holder und Jean Frankfurter (Text und Komposition)
- Stefan Mross (Nachwuchs)

Weitere musikalische Gäste waren: Blaskapelle Pilgramsreuth, Speelwark, Kastelruther Spatzen und die Wildecker Herzbuben.

## Preisträger 1991
Die Fernsehgala wurde am 8. Dezember 1991 in Sat.1 ausgestrahlt. Durch die Fernsehgala führten Patrick Lindner und Ramona Leiß.
- Patrick Lindner (Solist)
- Wildecker Herzbuben (Duo)
- Kastelruther Spatzen (Gruppe)
- Mühlenhof Musikanten (Ensemble)
- Karl Moik (Moderation)
- Tony Marshall (Verdienste)
- Walter Leykauf und Gustl Gstettner (Text und Komposition)
- Stefanie Hertel (Nachwuchs)

## Preisträger 1992
Die Fernsehgala wurde am 29. November 1992 in Sat.1 ausgestrahlt. Durch die Sendung führte Vico Torriani. Stargäste waren u. a. Heino und Günter Wewel.
- Patrick Lindner (Solist)
- Heimatduo Judith und Mel (Duo)
- Zillertaler Schürzenjäger (Gruppe)
- Mühlenhof Musikanten (Ensemble)
- Maria & Margot Hellwig (Verdienste)
- Hans Hee  und Herlinde Grobe, alias Bianca (Text und Komposition)
- Sarah (Nachwuchs)

## Preisträger 1993
Die Fernsehgala wurde am 27. November 1993 in Sat.1 ausgestrahlt. Durch die Fernsehgala führte Erika Bruhn. Stargast war Heino.
- Angela Wiedl und Patrick Lindner (Solisten)
- Eva Herman (Moderation)
- Heimatduo Judith und Mel (Duo)
- Original Naabtal Duo (Erfolgreichstes Lied)
- Kastelruther Spatzen  (Gruppe)
- René Kollo (Verdienste)
- Rudolf Müssig und Christian Bruhn (Text und Komposition)
- Heidi Kabel und Willy Millowitsch (volkstümliches Theater, neue Kategorie)